# Lars Ekborg
Lars Åke Rupert Ekborg (Uppsala, 6 juni 1926 – Ängelholm, 7 oktober 1969) was een Zweeds acteur.
Lars Ekborg was internationaal vooral bekend voor zijn rollen in de films van Ingmar Bergman. Zo speelde hij in 1953 de rol van Harry in Zomer met Monika en in 1958 de rol van de koetsier Simson in Façade. Hij stierf aan leverkanker in 1969.
Zijn zoons Dan en Anders Ekborg zijn ook acteurs.

## Filmografie (selectie)
- 1953: Sommaren met Monika
- 1958: Ansiktet
- 1959: Sängkammartjuven
- 1965: Att angöra en brygga